# Tracy Murray
Tracy Lamont Murray (ur. 25 lipca 1971 w Los Angeles) – amerykański koszykarz, występujący na pozycjach rzucającego obrońcy lub niskiego skrzydłowego, mistrz NBA, specjalista od rzutów za 3 punkty, po zakończeniu kariery zawodniczej – trener koszykarski.
W 1989 wystąpił w meczu gwiazd amerykańskich szkół średnich - McDonald’s All-American.
W swoim najbardziej udanym spotkaniu, w NBA, zdobył 50 punktów. Miało to miejsce podczas konfrontacji z Golden State Warriors, 10 lutego 1998.
Jest kuzynem dwóch byłych graczy NBA, Lamonda Murraya oraz Allana Houstona.

## Osiągnięcia
Europa
- Uczestnik rozgrywek:
  - Euroligi (2004/05)[6]
  - EuroChallenge (2005/06)[7]
- Zwycięzca konkursu rzutów za 3 punkty podczas francuskiego meczu gwiazd (2006/07)[8]

NBA
- Mistrz NBA (1995)[1]
- Lider NBA w skuteczności rzutów za 3 punkty (1994)[9]
- Uczestnik konkursu rzutów za trzy punkty organizowanego przy okazji NBA All-Star Weekend (1998)[10]

Reprezentacja
- Brązowy medalista igrzysk panamerykańskich (1991)[11]